# Tomiyamichthys praealta
Tomiyamichthys praealta es una especie de peces de la familia de los Gobiidae en el orden de los Perciformes.

## Morfología
Los machos pueden llegar a alcanzar los 4,5 cm de longitud total.

## Hábitat
Es un pez de mar y, de clima tropical y asociado a los  arrecifes de coral que vive entre 20-40 m de profundidad.

## Distribución geográfica
Se encuentra en las Seychelles y las Maldivas.

## Observaciones
Es inofensivo para los humanos. 